# Procatopodidae
De Procatopodidae zijn een familie van straalvinnige beenvissen binnen de orde van de tandkarpers (Cyprinodontiformes). Ze zijn wijdverbreid in Afrika bezuiden de Sahara en in het Nijlgebied.

## Kenmerken
De Procatopodidae zijn meestal blauwachtige of groenachtige vissen. Ze zijn twee tot vijftien centimeter lang, langwerpig en slechts min of meer duidelijk zijdelings afgeplat in het achterste derde deel van het lichaam. Het gelijknamige kenmerk is de lichte vlek in de bovenste helft van het oog, een andere is het kraakbeenachtige mesethmoïde (een schedelbot).

## Levenswijze
Procatopodiden leven in langzaam stromend of stilstaand, evenals in snelstromende kleine watermassa's, evenals in grote meren. Het zijn voornamelijk schoolvissen die dicht bij het wateroppervlak blijven en leven van naderingsvoedsel. Jonge vissen leven over het algemeen in beschutte gebieden, terwijl volwassen vissen vooral in het open water worden gezien. De meeste procatopodiden paaien in fijnbladige planten waar de eieren blijven plakken (aanhangende spawners). De eieren zijn relatief groot. De jonge vissen komen na ongeveer tien tot veertien dagen uit.

## Systematiek
De onderfamilie Procatopodinae werd in 1916 beschreven door de Amerikaanse zoöloog Henry Weed Fowler. Ze werden aanvankelijk toegewezen als een onderfamilie van de eierleggende tandkarpers. In een uitgebreide herziening van de tandkarpers plaatste de Amerikaanse ichtyoloog Lynne R. Parenti de Procatopodinae, samen met de onderfamilie Aplocheilichthyinae, in de familie Poeciliidae. Na verdere verwerking door Ghedotti omvatte de onderfamilie Aplocheilichthyinae alleen Aplocheilichthys spilauchen. Alle andere procatopodiden werden toegewezen aan de Procatopodinae.
De groep is echter nauwer verwant aan Aphanius en het geslacht Valencia dan aan de levendbarende tandkarpers (Poeciliidae). De onderfamilie Procatopodinae werd daarom in februari 2018 verheven tot familierang (nu Procatopodidae). Alocheilichthys spilauchen werd ook toegewezen aan de Procatopodidae. Fluviphylax werd een aparte familie.

## Geslachten
- Tribe Fluviphylacini Roberts, 1970
  - Fluviphylax Whitley, 1920
- Tribe Procatopodini Fowler, 1916
  - Aapticheilichthys Huber, 2011
  - Micropanchax Myers, 1924
  - Lacustricola Myers, 1924
  - Poropanchax Clausen, 1967
  - Platypanchax Ahl, 1928
  - Lamprichthys Regan 1911
  - Pantanodon Myers, 1955
  - Hypsopanchax Myers, 1924
  - Procatopus Boulenger, 1904
  - Plataplochilus Ahl, 1928
  - Rhexipanchax Huber, 1999